# Нурмагомедов, Осман Абдулвагабович
Осман Абдулвагабович Нурмагомедов (род. 21 мая 1998, Махачкала; азерб. Osman Nurməhəmmədov) — азербайджанский борец вольного стиля российского происхождения. Призёр чемпионатов мира и Европы, чемпион Азербайджана 2022 года.

## Карьера
Родился 21 мая 1998 года в Махачкале. По национальности — аварец.
Является воспитанником махачкалинской школы имени Гамида Гамидова, занимался под руководством Анвара Магомедгаджиева. В ноябре 2017 года стал финалистом юниорского чемпионата России до 20 лет в Хасавюрте. 
В ноябре 2019 года представляя Дагестан, стал бронзовым призёром открытого Всероссийского турнир памяти Сослана Андиева во Владикавказе. 
В декабре 2019 года в Баку стал чемпионом Азербайджана в весовой категории до 86 кг. В январе 2020 года стал бронзовым призёром 48-го Мемориал Яшара Догу в Стамбуле. В ноябре 2020 года стал бронзовым призёром Гран-При Москвы.
В 2021 году на чемпионате мира, который проходил в октябре в Осло, стал бронзовым призёром в весовой категории до 92 кг. В полуфинале уступил российскому борцу Магомеду Курбанову. А в схватке за 3 место одолел Омаргаджи Магомедова из Беларуси.
В апреле 2024 года на Европейском квалификационном турнире в Баку ему удалось завоевать лицензию для Азербайджана на летние Олимпийские игры 2024 в весовой категории до 86 кг.
В апреле 2025 года на чемпионате Европы в Братиславе в весовой категории до 92 кг завоевал серебряную медаль. В финальной схватке уступил сопернику из Греции Даурену Куруглиеву.

## Спортивные результаты
- Чемпионат Азербайджана по вольной борьбе 2019 — ;
- Чемпионат Европы по борьбе 2021 — ;
- Чемпионат Европы по борьбе среди молодёжи U23 2021 — ;
- Чемпионат мира по борьбе 2021 — ;
- Чемпионат мира по борьбе среди молодёжи U23 2021 — .
- Чемпионат Европы по борьбе 2025 — ;